# Helsingin Sanomat
Helsingin Sanomat is de grootste krant van Finland en is eigendom van uitgeverij Sanoma. De krant, die gevestigd is in Helsinki, had in 2019 een oplage op weekdagen van ruim 203.000 exemplaren, waarmee ze tevens de grootste krant in de Noordse landen is. De website van Helsingin Sanomat is gemeten naar bezoekersaantallen de op vijf na grootste site in Finland.

## Geschiedenis
De krant werd in 1889 opgericht onder de naam Päivälehti. Finland viel destijds nog onder Russisch bestuur en de krant ijverde voor meer Fins zelfbestuur of zelfs volledige onafhankelijkheid. Hierdoor werd de krant vaak tijdelijk het zwijgen opgelegd door de Russen en in 1904 werd Päivälehti verboden. De uitgever lanceerde daarop in 1905 de huidige krant Helsingin Sanomat.
Oorspronkelijk was de krant nauw verbonden aan de politieke partij Nuorsuomalainen Puolue maar sinds de jaren 1930 is de krant partij-neutraal. Desondanks was er vaak een nauwe band met de Finse regering. Zo was tijdens de aanloop naar de Winteroorlog Eljas Erkko zowel de uitgever van de krant als minister van Buitenlandse Zaken.

## De krant
97% van de verkoop bestaat uit abonnementen, en het feit dat de krant zijn oplage niet uit kioskverkoop hoeft te halen, zorgt ervoor dat de voorpagina niet uit wervende koppen bestaat, maar vaak volledig is ingenomen door advertenties.
Sinds 1999 bestaat er ook een internationale editie, met Finse artikels en Engelse samenvattingen.
De krant wordt gedrukt in Vantaa.